# Manoscritto Bodley 264

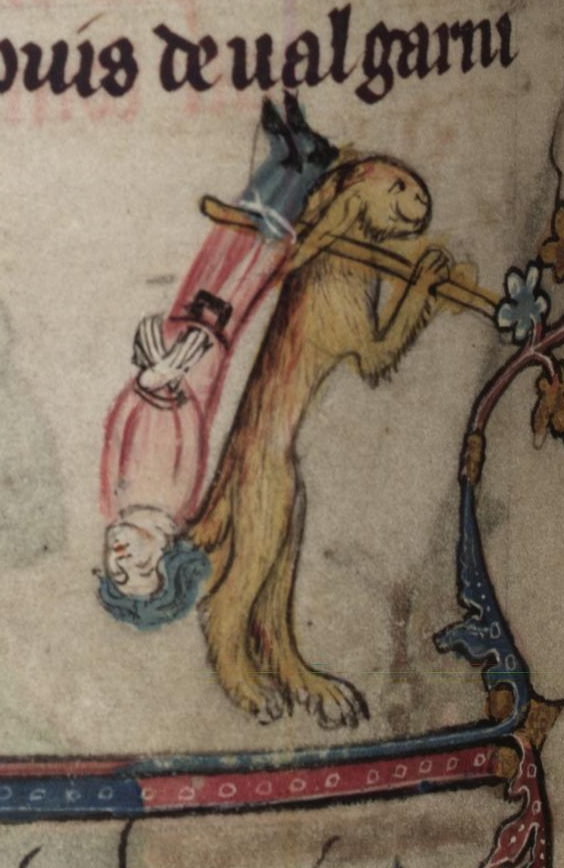
Il mondo alla rovescia: la lepre cattura il cacciatore (f 81v)

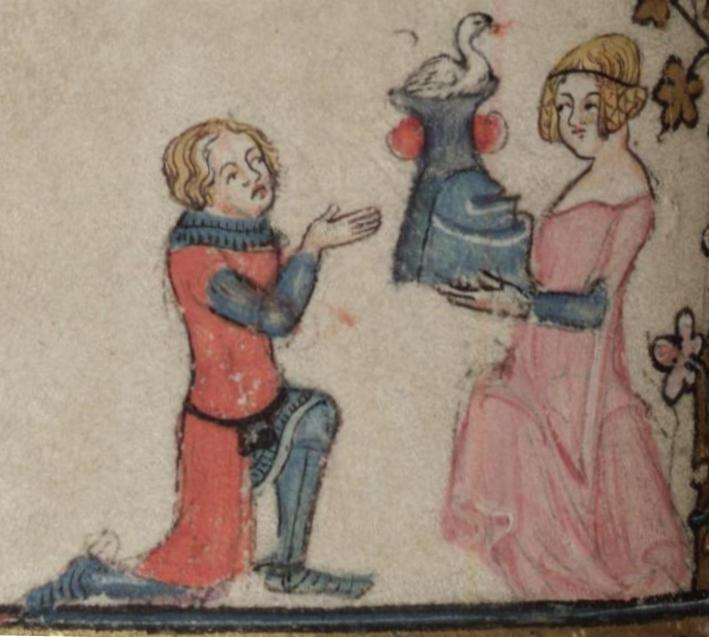
Cavaliere inginocchiato riceve da una dama un elmo crestato da un cigno (fol. 101v)

Il Manoscritto Bodley 264 è un codice miniato del XIV secolo, conservato alla Bodleian Library dell'Università di Oxford, contenente, tra l'altro, l'edizione interpolata, e più completa, del Roman d'Alexandre, oltre che un'edizione francese del Milione di Marco Polo.
Oltre che per il valore letterario e filologico (l'opera, infatti, rappresenta un fondamentale tassello nella tradizione letteraria medievale su Alessandro Magno), il codice è importante per le miniature, notevoli non solo come pregevolissime espressioni dell'arte medievale, ma anche come documentazioni delle credenze e dei valori fondamentali della cultura del tempo in cui l'opera fu prodotta.
La sua collocazione bibliotecaria è nella Duke Humfrey's Library, l'edificio che costituisce il nucleo più antico della Bodleiana.

## Contenuti
Illustrato da splendide miniature, il codice è d'importanza fondamentale per la tradizione medievale del Roman d'Alexandre, di cui contiene la versione più completa.
Il manoscritto, inoltre, contiene una breve scrittura in medio inglese, l'Alexander and Dindimus (noto anche come The Letters of Alexander to Dindimus, King of the Brahmans, with the Replies of Dindimus, costituito da cinque lettere scambiate tra l'imperatore macedone e il sovrano dei Brahmani, un testo facente parte di un tipico genere letterario sulla figura di Alessandro Magno), e il Livres du graunt Caam (Il libro del Gran Khan), versione in antico francese del Milione di Marco Polo.

### Scritture
Il contenuto del manoscritto non è una giustapposizione miscellanea, ma il frutto di una scelta precisa e intenzionale, dettata dal legame esistente tra i tre testi in esso preservati.
1. (ff. 3r-100v; 188v-195r) Alexandre de Paris, Roman d'Alexandre
2. (f. 21) Eustache, Fuerre de Gadres
3. (ff. 101v-109r et 182v-185r) Prise de Defur
4. (ff. 110r-163r) Jacques de Longuyon, Voeux du paon
5. (ff. 164v-182v) Jean le Court, dit Brisebarre, Restor du paon
6. (ff. 185r-188r) Voyage d'Alexandre au Paradis terrestre
7. (ff. 196ra-208ra) Jean le Nevelon, Vengeance Alexandre
8. (ff. 209r-215r) Romance of Alexander
9. (ff. 218r-271v) Marco Polo, Devisement du monde

## Storia
La compilazione del manoscritto avvenne, sostanzialmente, a cavallo agli anni '30 e '40 del Trecento a Tournai, in Belgio: come si apprende dai colophon iscritti sul foglio 208r, l'amanuense aveva terminato la copia del testo nel 1338, mentre l'illustratore portò a compimento il lavoro di miniatura nel 1344, il 18 di aprile. La struttura dell'opera conobbe un'integrazione nel secolo successivo, con aggiunta di ulteriore testo e nuove miniature a Londra, intorno al 1410 (la datazione si basa sull'analisi delle miniature aggiunte): al Roman d'Alexandre del manoscritto iniziale si affiancarono il già citato Alexander and Dindimus e la versione francese del Milione, che diedero al codice la forma definitiva con cui è conosciuto oggi.

### Autori e committenza
Tutti i tentativi per conoscere chi, individuo o famiglia, possa aver commissionato una simile opera si sono risolti in insuccesso: molti studiosi ritengono che l'intera catena di passaggi di mano abbia riguardato famiglie inglesi. È possibile, tuttavia, ipotizzare un itinerario iniziato in maniera diversa, a Parigi, dove il manoscritto potrebbe essere stato posseduto da mani regali (Filippo VI di Francia o qualcuno a lui vicino)
Si conosce, invece, il nome di chi dovrebbe essere il principale artefice delle illustrazioni, un tale Jean de Grise, citato dal colofone (Iehan de Grise), miniatore fiammingo associabile solo a quest'opera in modo certo. Sebbene si conosca il nome, non è agevole, tuttavia, discernerne la mano e delinearne la figura artistica, dal momento che gli studiosi hanno individuato l'intervento di altri artisti anonimi, tre o anche più, che lavorarono alle illustrazioni, due dei quali (denominati coi nomi convenzionali di Maestro A e Maestro B) presentano affinità.

### Programma iconografico

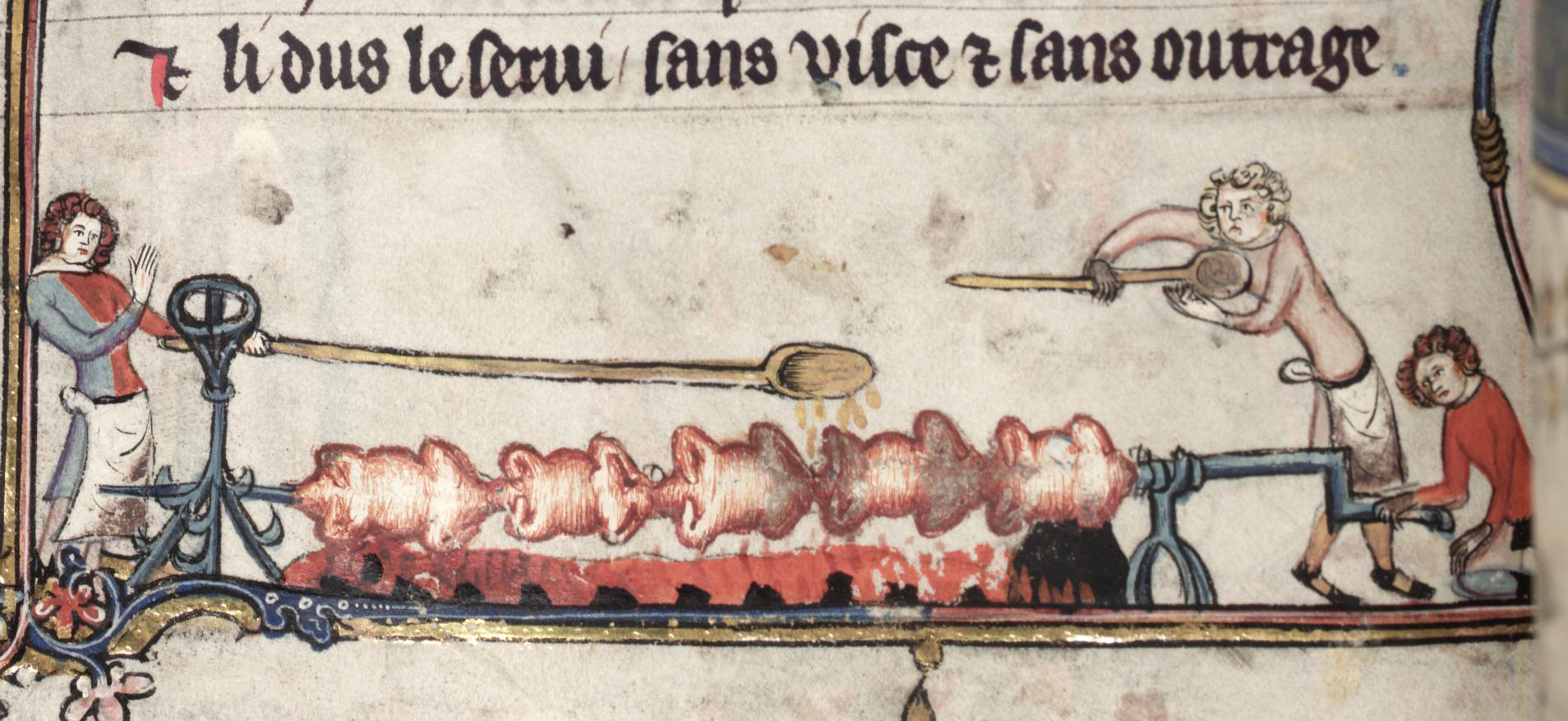
Scene di vita quotidiana in cucina: lunga filza di polli cotti alla brace su un grande spiedo (fol 170v).

Il documento contiene un importante apparato di illustrazioni miniate, alcune delle quali vertenti su episodi leggendari che sono il frutto della mitopoiesi prodottasi sulla vita e la figura di Alessandro Magno, come l'episodio mitico e fantastico ascensione aerea su una navicella trainata in cielo da due grifoni, o come quello sull'immersione subacquea nel mare.
Le miniature che accompagnano il testo sono di notevole importanza, non solo per l'alto pregio artistico, quale prodotto dell'arte medievale dell'epoca, ma anche per il valore storico da esse veicolato, per le preziose testimonianze tramandate su usi, costumi, e abitudini, della vita sociale e comune del Medioevo.

## Edizioni
Nel 2014 ne è stata data un'edizione italiana in facsimile curata dall'Istituto dell'Enciclopedia italiana Treccani, nata da una collaborazione con l'ateneo di Oxford.
Dell'edizione fa parte un volume contenente due saggi: il primo, di Monica Centanni, verte sul mito di Alessandro Magno e sulla sua ricezione nelle varie epoche; il secondo, di Marcello Ciccuto, è incentrato su Marco Polo.